# Chafariz das Portas de Moura
O Chafariz das Portas de Moura, ou Fonte da Porta de Moura, situa-se no Largo das Portas de Moura, na freguesia de Évora (São Mamede, Sé, São Pedro e Santo Antão), na cidade de Évora.
Este chafariz foi mandado construir pelo Cardeal D. Henrique, Arcebispo de Évora em 1556. O arquitecto foi Diogo de Torralva, que à altura era também o mestre responsável pelas obras do Aqueduto da Água de Prata.
Está classificado como Monumento Nacional desde 1922.